# Ljubovija (općina)
Ljubovija (općina) (ćirilično: Општина Љубовија) je općina u Mačvanskom okrugu na zapadu Središnje Srbije na granici s Bosnom i Hercegovinom. Središte općine je grad Ljubovija. 

## Zemljopis
Po podacima iz 2004. općina zauzima površinu od 356 km² (od čega je poljoprivrednih površina 20.890 ha, a šumskih 12.220 ha).

## Stanovništvo
Prema popisu stanovništva iz 2002. godine u općini živi 17.025 stanovnika, raspoređenih u 27 naselja .

## Naselja
| - Berlovine - Vrhpolje - Gornja Ljuboviđa - Gornja Orovica - Gornja Trešnjica - Gornje Košlje - Gračanica - Grčić - Donja Ljuboviđa | - Donja Orovica - Drlače - Duboko - Leović - Lonjin - Ljubovija - Orovička Planina - Podnemić - Postenje | - Rujevac - Savković - Selenac - Sokolac - Tornik - Uzovnica - Caparić - Crnča - Čitluk |

Po podacima iz 2004. prirodni priraštaj je iznosio -4,1 ‰, a broj zaposlenih u općini iznosi 3.057 ljudi. U općini se nalazi 23 osnovne škole s 1.468 učenika i jedna srednja škola s 354 učenika.

## Vanjske poveznice
- Službena stranica općine Ljubovija  Arhivirana inačica izvorne stranice od 7. ožujka 2019. (Wayback Machine)